# ۱۶ آذر
۱۶ آذر دویست و شصت و دومین روز از سال در گاه‌شماری خورشیدی است. به پایان سال ۱۰۳ روز (۱۰۴ روز در سال کبیسه) باقی‌است.

## رویدادها
- ۸۸۹ - نبرد مرو میان صفویان با همراهی بابر گورکانی در برابر شیبانیان
- ۱۳۳۲ - حمله به دانشکده فنی دانشگاه تهران در جریان اعتراضات به سفر معاون رئیس‌جمهور آمریکا ریچارد نیکسون
- ۱۳۸۸ - انتشار تصویر پاره شده سید روح‌الله خمینی از بخش خبری اخبار ۲۰:۳۰ شبکه ۲ سازمان صدا و سیمای جمهوری اسلامی ایران
- ۱۳۸۸ - تظاهرات ۱۶ آذر ۱۳۸۸
- ۱۳۹۵ - حادثه سقوط بالگرد در دریاچه چیتگر تهران
- ۱۳۹۶ - حادثه کشته شدن ۹ کوهنورد مشهدی در اشترانکوه

## زادروزها
- ۱۳۰۵ - آذر اندامی، پزشک و باکتری‌شناس
- ۱۳۱۷ - هوشنگ ظریف، موسیقی‌دان
- ۱۳۴۵ - مهدی احمدی، بازیگر
- ۱۳۵۰ - مهراب قاسم‌خانی، نویسنده
- ۱۳۵۵ - رضا آفتابی، دوبلور
- ۱۳۶۳ - سمیرا حسن‌پور، بازیگر

## درگذشتگان
- ۱۳۳۲ - مهدی شریعت‌رضوی، از دانشجویان کشته شده در حمله به دانشکده فنی دانشگاه تهران
- ۱۳۳۲ - احمد قندچی، از دانشجویان کشته شده در حمله به دانشکده فنی دانشگاه تهران
- ۱۳۳۲ - مصطفی بزرگ‌نیا، از دانشجویان کشته شده در حمله به دانشکده فنی دانشگاه تهران
- ۱۳۵۷ - عیسی صدیق، نویسنده و سومین رئیس دانشگاه تهران
- ۱۳۵۸ - شهریار شفیق، خواهرزاده محمدرضا پهلوی
- ۱۳۷۲ - جواد معروفی، آهنگساز
- ۱۳۸۴ - منوچهر نوذری، بازیگر و دوبلور
- ۱۳۹۹ - علی‌اصغر زارعی، نماینده حوزه انتخابیه تهران در دوره هشتم مجلس شورای اسلامی و دوره نهم مجلس شورای اسلامی
- ۱۳۹۹ - مرتضی شیرزادی، نماینده حوزه انتخابیه قصرشیرین، سرپل ذهاب و گیلانغرب در دوره ششم مجلس شورای اسلامی
- ۱۴۰۱ - هومن عبداللهی، از کشته‌شدگان خیزش ۱۴۰۱ ایران
- ۱۴۰۱ - علیرضا خوشکار بیاتی، از کشته‌شدگان خیزش ۱۴۰۱ ایران
- ۱۴۰۲ - بیژن عالی‌پور، کارشناس نفت، مشاور بیژن نامدار زنگنه و رئیس هیئت مدیره شرکت ملی مناطق نفت‌خیز جنوب

## مناسبت‌ها
- ایران - روز دانشجو[۱]